# Moissanit

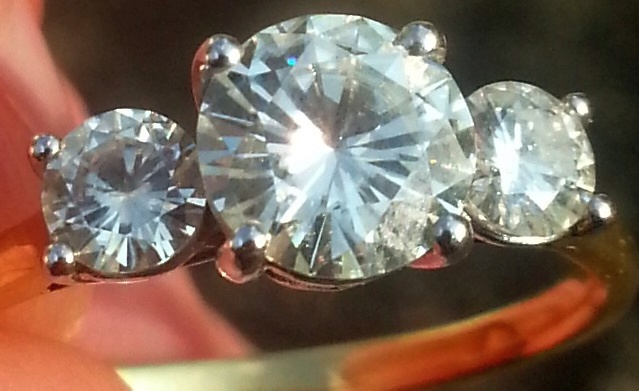
Pierścionek z syntetycznymi moissanitami

Moissanit – bardzo rzadki minerał, węglik krzemu. Krystalizuje w jednym z trzech układów krystalograficznych: regularnym, heksagonalnym, trygonalnym. Największe znaczenie jubilerskie mają bezbarwne kryształy krystalizujące w układzie heksagonalnym. Odkryty został przez francuskiego chemika i mineraloga Henriego Moissana w meteorycie Canyon Diablo w Stanach Zjednoczonych. Produkowany syntetycznie od lat 60. XX w. głównie na potrzeby przemysłu elektronicznego. Kamienie jakości jubilerskiej pojawiły się pod koniec lat 90. XX w. Osiągają rozmiary do 380 ct. Są one bardzo podobne do diamentów, różni je przede wszystkim dyspersja (0,104 dla moissanitu, 0,044 dla diamentu), można też rozróżnić je metodami spektroskopowymi.
Zastosowanie
Moissanit laboratoryjny jest powszechnie używany w jubilerstwie jako kamień ozdobny. Wykorzystuje się go do wyrobu pierścionków, kolczyków czy naszyjników. Ze względu na właściwości i wygląd zbliżony do diamentu, przy stosunkowo niskiej cenie, jest chętnie wybierany, zamiennie z diamentem, dla pierścionków zaręczynowych. 
Moissanit vs diament
Moissanity znane są ze swojego podobieństwa do diamentów. Twardość moissanitów w skali Mohsa określa się na poziomie 9,25 - 9,5. Twardość diamentu w tej samej skali określa się wartością na poziomie 10. O tym jak mocno kamień potrafi lśnić decyduje współczynnik załamania światła. Współczynnik załamania światła w diamencie wynosi 2,42. Współczynnik załamania światła dla moissanitu to 2,65. Co oznacza, że moissanity odznaczają się większym blaskiem od diamentów. Różnica w kolorze między diamentem a moissanitem bywa trudna do zauważenia. Oba kamienie występują w wielu barwach. Większość diamentów posiada naturalne występujące zanieczyszczenia wewnątrz. W przypadku moissanitów tworzonych laboratoryjnie, zanieczyszczenia prawie nie występują. Jeśli chodzi o cenę, różnica pomiędzy ceną diamentu, a ceną moissanitu jest spora. 1 karatowy diament o idealnym szlifie może kosztować 50 - 70 tys. zł. Z kolei 1 karatowy moissanit to cena ok. 800 zł. 